# COC Nederland

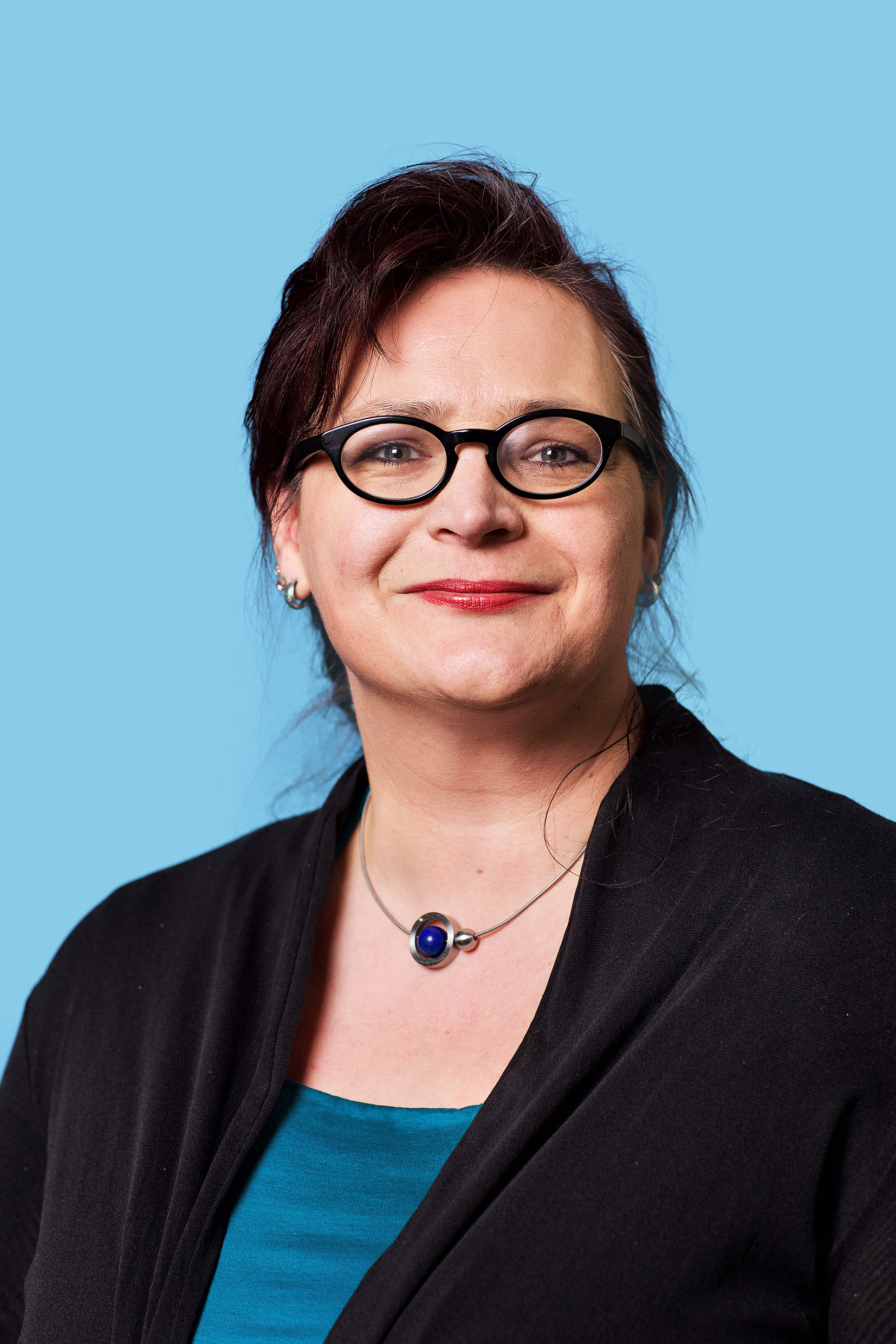
Astrid Oosenbrug, van 2018 t/m 2025 voorzitter van COC Nederland

COC Nederland (officieel: Federatie COC Nederland) of kortweg COC, is een Nederlandse belangenorganisatie van lhbti+ personen. Het is de oudste nog bestaande belangenorganisatie voor lhbti+'ers ter wereld. Onder de federatieve vereniging COC Nederland vallen anno 2025 negentien lokale COC-verenigingen, die tezamen ongeveer 8000 leden tellen.
De federatie COC Nederland is actief op velerlei gebied, met het accent op jong & school, 50plus, (politieke) belangenbehartiging, veiligheid, cultuur & geloof en internationale belangenbehartiging. De praktische uitvoering daarvan doen ook de lokale verenigingen, die daarnaast als ontmoetingsplaatsen voor de lokale lhbti-gemeenschap fungeren.

## Geschiedenis
Het COC kan gezien worden als de opvolger van het Nederlandsch Wetenschappelijk Humanitair Komitee (NWHK), dat in 1912 door jhr. Jacob Schorer werd opgericht. Dit comité had als doel de rechtsongelijkheid tussen heteroseksuelen en homoseksuelen te bestrijden en mensen te informeren over het wezen van de liefde van man tot man of vrouw tot vrouw. Bij de Duitse inval op 10 mei 1940 werd het NWHK opgeheven.
Nauw betrokken bij het NWHK was Jaap van Leeuwen, die samen met Niek Engelschman en Hann Diekmann in 1939 een eigen blad voor homoseksuelen had gesticht onder de naam Levensrecht. In maart 1940 verscheen het eerste nummer, maar kort na verschijning van het derde nummer vond de Duitse inval plaats en werden de contacten tussen de leden van de prille beweging verbroken.

### Oprichting
Na het einde van de Tweede Wereldoorlog, in september 1946, begon het maandblad weer te verschijnen. Uit de lezerskring werd op 7 december 1946 de Shakespeare Club opgericht. Dit gebeurde met een bijeenkomst in café "De la Paix" aan de Leidsestraat 67-71 in Amsterdam, waarbij zo'n 150 mensen aanwezig waren, het grootste aantal homo's dat tot dan toe in Nederland bijeengekomen was.
De initiatiefnemers van de Shakespeare Club waren de eerdergenoemde Niek Engelschman en Jaap van Leeuwen, aangevuld met Jo van Dijk, die als penningmeester fungeerde. Niek Engelschman werd onder het pseudoniem Bob Angelo de eerste voorzitter. De Shakespeare Club werd in februari 1949 omgedoopt tot "Cultuur- en Ontspannings Centrum" (C.O.C.). De vereniging telde op dat moment ca. 1000 leden en was daarmee zowel absoluut als relatief de grootste homo-organisatie ter wereld.
De doelstellingen van het C.O.C. waren tweeledig: aan de ene kant wilde de beweging bijdragen aan sociale emancipatie, aan de andere kant wilde ze cultuur en ontspanning bieden aan homomannen en lesbische vrouwen.

#### De Kleine Kring
Naast de instelling van de afdeling Amsterdam werd in 1949 door het landelijke bestuur ook een culturele commissie ingesteld, die in 1950 werd omgedoopt tot de Kleine Kring. Tot de drijvende krachten behoorden de hoofdbestuursleden Henri Methorst, Benno Premsela, Ton Dane en Rob Spaan. Doel was het organiseren van culturele avonden om verdieping te bieden aan een kleinere kring van geïnteresseerde Amsterdamse COC-leden, maar vanaf 1954 organiseerde de Kleine Kring ook bijeenkomsten waarbij buitenstaanders werden uitgenodigd, zoals journalisten of familieleden van homoseksuelen. Hiermee werd de koerswijziging van 1964 voorbereid en na de oprichting van de stichting Dialoog werd de Kleine Kring dan ook in het najaar van dat jaar opgeheven.

### Jaren vijftig
De sociale emancipatie richtte zich op afschaffing van artikel 248bis uit het Wetboek van Strafrecht. Dit artikel was ingevoerd in 1911 en bestrafte seksuele contacten met iemand van hetzelfde geslacht tussen de 16 en 21 jaar met ten hoogste vier jaar gevangenisstraf. In de eerste jaren hielden de autoriteiten de activiteiten van de Shakespeare Club en het C.O.C. scherp in de gaten: de vereniging voelde de hete adem van artikel 248bis constant in de nek. De meeste bijeenkomsten werden door agenten in burger bespioneerd. Desondanks breidde het C.O.C. zich uit naar Den Haag en Rotterdam, en later ook naar Utrecht en Arnhem. In andere steden, zoals Groningen, Leeuwarden en Eindhoven, stootten pogingen van homoseksuelen om zich te organiseren in eerste instantie op tegenwerking van de lokale autoriteiten. De jaren vijftig kenmerkten zich echter door geleidelijke toename van de openheid en acceptatie. Een belangrijke rol speelde daarin het professioneel ogende maandblad Vriendschap (1949–1964).
In 1951 werd op initiatief van de voorzitter van het C.O.C in Amsterdam een internationaal congres van Europese homo-organisaties georganiseerd. Dit resulteerde in de oprichting van het International Committee for Sexual Equality (ICSE).

### Jaren zestig: vernieuwing
Een belangrijk gevolg van de activiteiten van het C.O.C. in de jaren 50 en 60 was het ontstaan van een subcultuur met bars en dancings, in tegenstelling tot de situatie voor de Tweede Wereldoorlog, waar homoseksuelen elkaar vooral in parken, op straat en in urinoirs moesten ontmoeten. In 1962 nam Benno Premsela - die nadrukkelijk geen pseudoniem wilde gebruiken - de fakkel van Bob Angelo als voorzitter van het C.O.C. over. Premsela was ook de eerste homoseksueel in Nederland, die in kranten, tijdschriften en op televisie herkenbaar in beeld kwam, dus zonder balkje over zijn ogen, of op de rug gefilmd, zoals gebruikelijk was. Onder zijn leiding trad de organisatie steeds prominenter naar buiten. Dit bleek onder meer uit de naamswijziging die in 1964 plaatsvond: het Cultuur- en Ontspanningscentrum werd de Nederlandse Vereniging voor Homofielen COC, waaruit voor het eerst duidelijk blijkt dat het om een vereniging voor homoseksuelen gaat. De bekende naam COC bleef, maar verloor met zijn puntjes ook de naar binnen gerichte betekenis.
Het maandblad Vriendschap werd in 1965 vervangen door een gedurfd modern, literair en politiek tijdschrift, niet speciaal voor homo's, maar wel voornamelijk over homoseksualiteit, met de veelzeggende titel Dialoog. Tot de redactieleden behoorden Gerard Reve en Johan Polak. Dit blad werd uitgegeven door de speciaal daarvoor opgerichte Stichting Dialoog. Het tijdschrift werd echter vanwege de hoge kosten in 1969 opgeheven. Daarmee kon ook afscheid worden genomen van de inventieve, maar nog steeds passend in de reeks eufemistische en verhullende titels voor een blad voor COC-leden, en stelde redacteur Theo Uittenbogaard voor, het nieuwe blad -een ietsje explicieter- Seq te noemen (1969-1971), dat werd opgevolgd door Sec (1971-1973), en het meer gedurfde Sek (1973-1992), XL (1992-2002) en neutrale Update (2002-2009).
Een stichting voor hulpverlening werd op 7 september 1967 vanuit het COC opgericht was de Schorerstichting ter exploitatie van consultatiebureaus voor homo's.

### Jaren zeventig: erkenning en concurrentie
In de jaren zeventig werd homoseksualiteit steeds breder geaccepteerd. In de kerken, de medische wereld en de samenleving als geheel nam de tegenstand af. Dit leidde tot de afschaffing van artikel 248bis in 1971 en de officiële erkenning van het COC in 1973: door toekenning van koninklijke goedkeuring verkreeg de vereniging nu, na eerdere afwijzingen in 1963 en 1967, rechtspersoonlijkheid, waardoor ook subsidies konden worden aangevraagd. Sinds 1971 heette het COC voluit Nederlandse Vereniging voor Integratie van Homoseksualiteit COC (N.V.I.H.- COC).
De jaren zeventig waren ook een periode van radicalisering. Het COC had zich tot dan toe vooral gericht op de aanpassing van homoseksuelen aan een heteroseksuele omgeving, maar er gingen steeds meer stemmen op die voor homoseksuelen een eigen plaats opeisten in de samenleving, naast de heteroseksuelen en met behoud van de eigen identiteit. Door de seksuele revolutie ontstond bovendien een levendige sekscultuur onder homo's.
Organisaties die de nadruk legden op het ontwikkelen van een eigen 'potten- en flikkeridentiteit' waren onder meer de Studenten Werkgroepen Homoseksualiteit eind jaren zestig en de vanaf midden jaren zeventig opgerichte radicaal-lesbische en flikkergroepen, zoals de Lesbische Beweging, de Rooie Flikkers (Nijmegen), de Roze Driehoek (Eindhoven) en het Flikkerfront (Amsterdam).
Het COC bleef weliswaar de grootste homo-organisatie, maar moest aan invloed inboeten en richtte zich steeds meer op de politiek. Het ontwikkelde zich meer en meer tot een soort homovakbond.

### Jaren tachtig en negentig

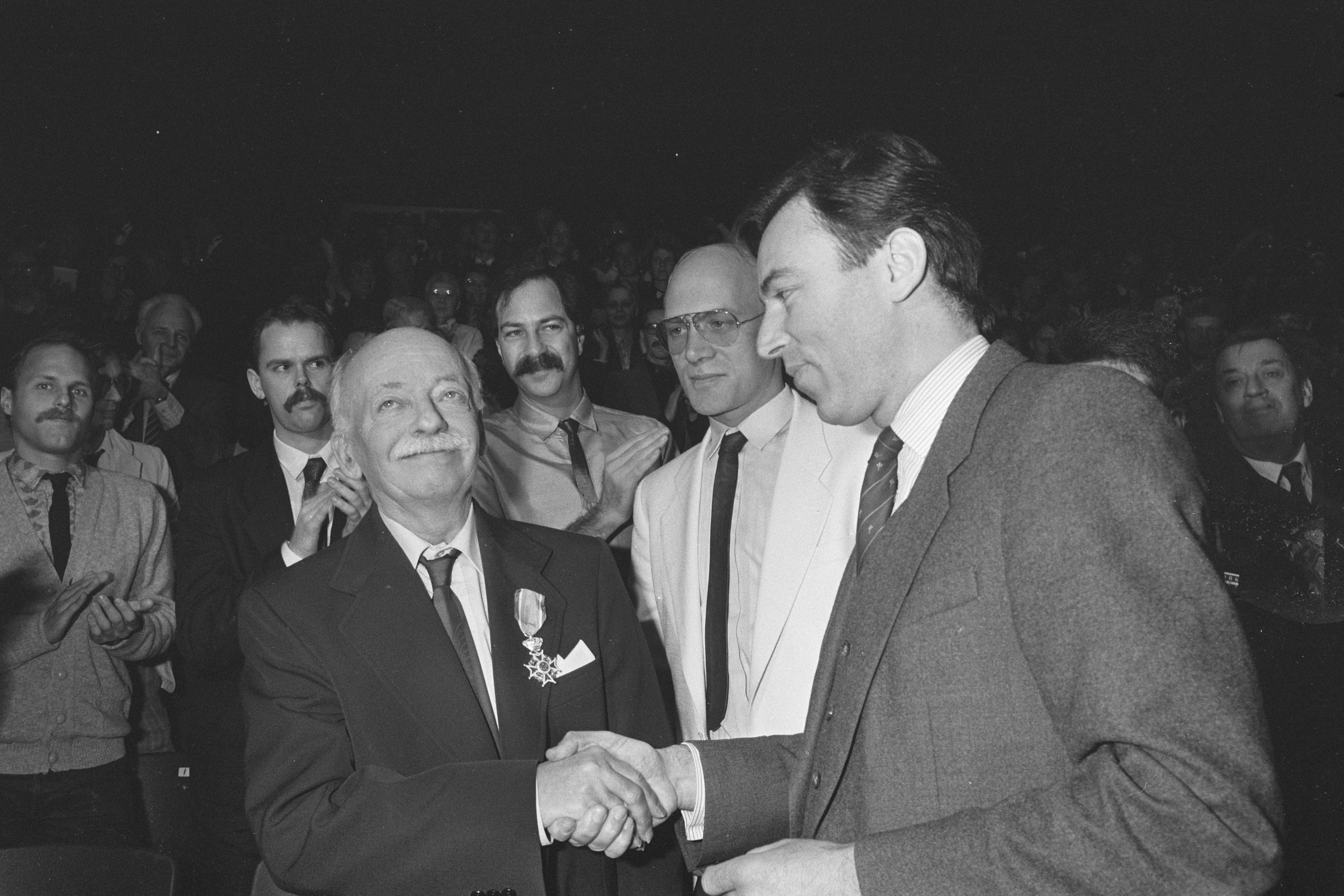
Niek Engelschman (l) krijgt van minister Brinkman een Koninklijke onderscheiding ter gelegenheid van het 40-jarig bestaan van het COC; 7 december 1986.

In de jaren 80 – de jaren waarin aids wereldwijd zijn intrede deed – accepteerde de Nederlandse overheid het COC als gesprekspartner op het gebied van homozaken. Na een lange strijd werd in 1993 de Algemene Wet Gelijke Behandeling aangenomen, waarin onder andere discriminatie op basis van seksuele voorkeur verboden werd. In 1991 introduceerde het COC de Bob Angelo-penning, een prijs die sindsdien jaarlijks wordt uitgereikt aan personen, groepen of organisaties die zich op bijzondere wijze op nationaal of internationaal niveau verdienstelijk hebben gemaakt voor de emancipatie van homoseksuele mannen en lesbische vrouwen. 
Toch moet een van de grootste wapenfeiten uit de homo-emancipatie, de openstelling van het burgerlijk huwelijk voor paren van gelijk geslacht in 2001, vooral aan de Gay Krant worden toegeschreven. Het COC heeft, mede onder invloed van de vrouwenvleugel binnen het COC, tot halverwege de jaren 90 vastgehouden aan het standpunt dat het huwelijk als instituut moest worden afgekeurd.
Het COC liet eveneens nauwelijks van zich horen in de affaire rond het RPF-Kamerlid Leen van Dijke in 1996, die in een interview de vergelijking maakte tussen homo's en dieven. Deze beide zaken leidden tot de kritiek dat het COC geen rol van betekenis meer wist te spelen in het maatschappelijk debat. Sommigen spraken van het 'inhoudelijk faillissement' van een 'naar binnen gekeerde organisatie'. Daarbij stond het COC in 1996 financieel op de rand van een faillissement en verviel per 1 januari 1999 de structurele instellingssubsidie van het ministerie van VWS, waardoor voortaan per project geld moest worden aangevraagd.

### Vanaf 2000

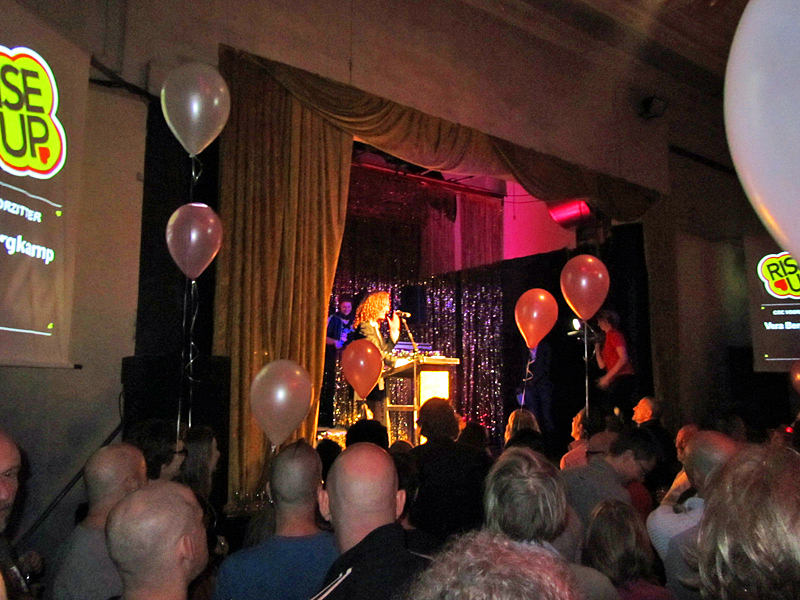
Voorzitter Vera Bergkamp tijdens de nieuwjaarsreceptie in de toneelzaal van Rozenstraat 14 in Amsterdam, 29 januari 2012.

Bij tijd en wijle werd het COC-bestuur geplaagd door instabiliteit en financiële problemen. Als gevolg van een conflict over het functioneren van directeur Liane den Haan van het COC-kantoor moest in 2004 zowel de directeur als het bestuur het veld ruimen. Er kwam toen een interim-bestuur onder leiding van Wybren Bakker en een strategische denktank die tot taak hadden te zorgen voor een nieuwe koers voor het COC. Sinds die tijd heeft het COC weer een duidelijke agenda en is de belangenorganisatie veel meer zichtbaar in de media.
Dat begon toen Frank van Dalen in april 2005 voorzitter van COC Nederland werd en in die hoedanigheid nationale bekendheid als woordvoerder voor de homobeweging verwierf. In januari 2006 lanceerde hij de derde fase van de emancipatiestrijd als nieuwe visie van de homobeweging. Deze missie werd door onderwijsminister Plasterk, tevens verantwoordelijk voor homobeleid, in het najaar van 2007 als kabinetsbeleid omarmd.
Ondertussen was het COC in financieel zwaar weer terechtgekomen. Nadat De Volkskrant schreef over een financiële janboel die onder het voorzitterschap van Van Dalen zou zijn ontstaan, maakte het COC bekend dat er over de afgelopen drie jaren een tekort was opgebouwd van 1,1 miljoen euro. Korte tijd daarna, in juni 2008, maakte Van Dalen zijn vertrek als voorzitter van COC Nederland bekend. Om de financiële problemen op te lossen verkocht het COC begin 2009 zijn monumentale pand aan de Rozenstraat 8-16 aan Woningcorporatie Ymere voor een bedrag van 3,5 miljoen euro. In de verkoopovereenkomst was de clausule opgenomen dat het COC het pand nog twee jaar mocht blijven huren.

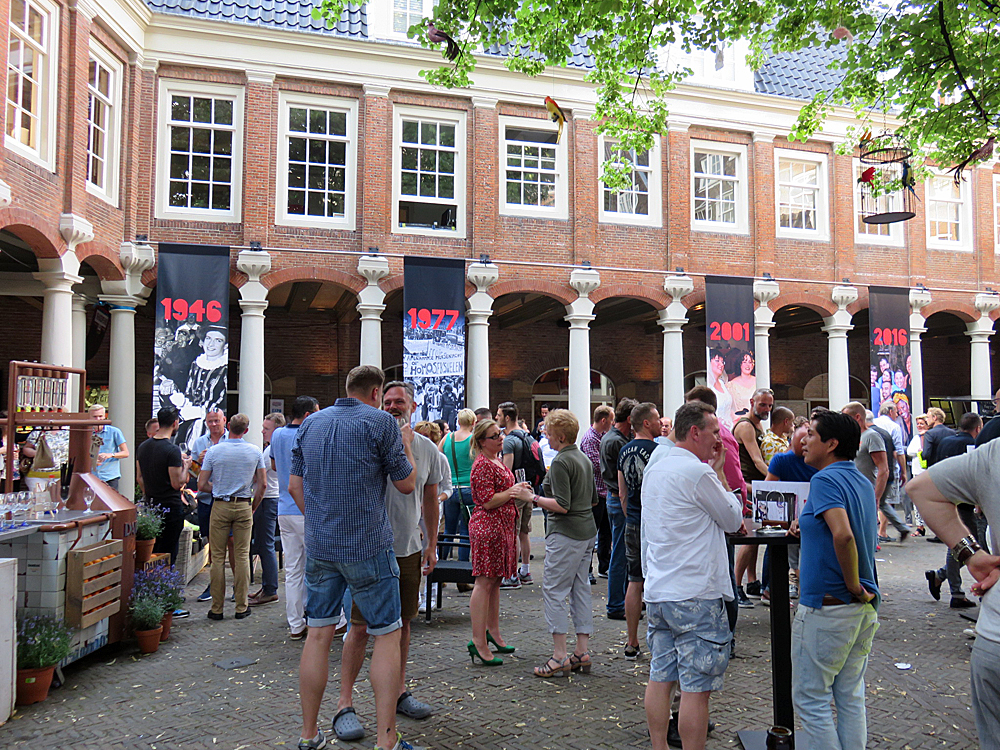
De "Shakespeare Club" van 2016 op de binnenplaats van het Amsterdam Museum met vaandels die hoogtepunten uit de geschiedenis van het COC weergeven

### 70-jarig jubileum
Ter gelegenheid van het 70-jarig jubileum werd gedurende de EuroPride in Amsterdam tussen 23 juli en 7 augustus 2016 een nieuwe, tijdelijke, Shakespeare Club ingericht op de binnenplaats van het Amsterdam Museum. Tijdens de twee weken van openstelling was er een veelvoud aan diverse activiteiten georganiseerd. Op deze locatie reikte wethouder Simone Kukenheim op 23 juli ook de jubileumpenning van de stad Amsterdam aan het COC uit wegens diens inzet voor de lhbti-emancipatie. Wegens succes werd de Shakespeare Club in 2017, 2018 en 2019 herhaald. 
Op 22 november 2016 bracht koning Willem-Alexander een bezoek aan het COC. Volgens voorzitter Tanja Ineke was het "voor het eerst in de wereld dat een gekroond staatshoofd de lhbti-gemeenschap bezoekt."
Omdat homomannen en lesbische vrouwen over het algemeen niet veel ondersteuning meer nodig hebben, is het COC zich gaan richten op zogeheten gemarginaliseerde groepen, zoals transpersonen, lhbt-asielzoekers en lhbt'ers van kleur of met autisme.

## Naam
Het COC werd in 1946 opgericht als de Shakespeare Club en is daarmee de oudste nog bestaande lhbti-emancipatievereniging ter wereld. In 1949 werd de naam gewijzigd in Cultuur- en Ontspannings Centrum (C.O.C.). In het kader van de grotere openheid in de maatschappij ten opzichte van homoseksualiteit werd deze verhullende naam in 1964 veranderd in Nederlandse Vereniging voor Homofielen COC. Vanwege de naamsbekendheid werd de afkorting gehandhaafd, maar de puntjes verdwenen. In 1971 kreeg de organisatie de naam Nederlandse Vereniging tot Integratie van Homoseksualiteit COC. In 2001 werd de structuur van vereniging met afdelingen veranderd in een federatieve structuur met zelfstandige verenigingen. De naam van de landelijke organisatie werd Federatie van Nederlandse Verenigingen tot Integratie van Homoseksualiteit - COC Nederland. Bij de modernisering van de statuten in 2017 is de naam veranderd in Federatie COC Nederland, of kortweg: COC Nederland. Bij de lidverenigingen werd voortaan ook de NVIH weggelaten.

## Logo

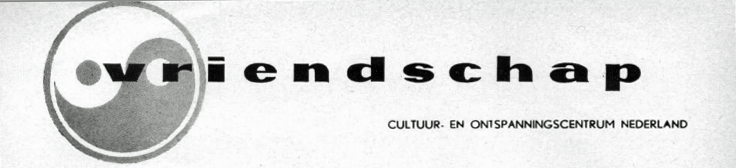
Titel van het tijdschrift Vriendschap, met links het yin en yang-logo van het COC

Vanaf 1947 voerde de Shakespeare Club een vignet met daarop het silhouet van een 17e-eeuwse scheepsjongen, ontleend aan een boek dat oprichter Nico Engelschman kende. Hij noemde deze figuur Albrecht, omdat dat rijmde op de naam van het tijdschrift Levensrecht. Een speldje met de Albrechtfiguur konden leden ter herkenning dragen en onder de naam 'Albrechtjes' konden zij advertenties in het ledenblad plaatsen. Deze naam kwam bovendien terug in de in 1953 opgerichte Albrechtstichting, die de financiën en het onroerend goed van het COC beheert.
Vanaf 1955 gebruikte de vereniging een liggend yin en yangsymbool op haar tijdschriften en vlaggen. Dit door de in 1954 overleden Robert Thé Tjong Tjioe geïntroduceerde symbool stond voor androgynie en het wisselende samenspel van mannelijkheid en vrouwelijkheid, maar ook voor de toenemende aandacht voor vrouwen en biseksualiteit in de vereniging. In 1970 werd door de graficus Kees Nieuwenhuijzen een nieuw logo ontworpen, bestaande uit de drie concentrisch in elkaar liggende letters COC. Wanneer het huidige logo werd ontworpen is niet bekend.

## Huisvesting

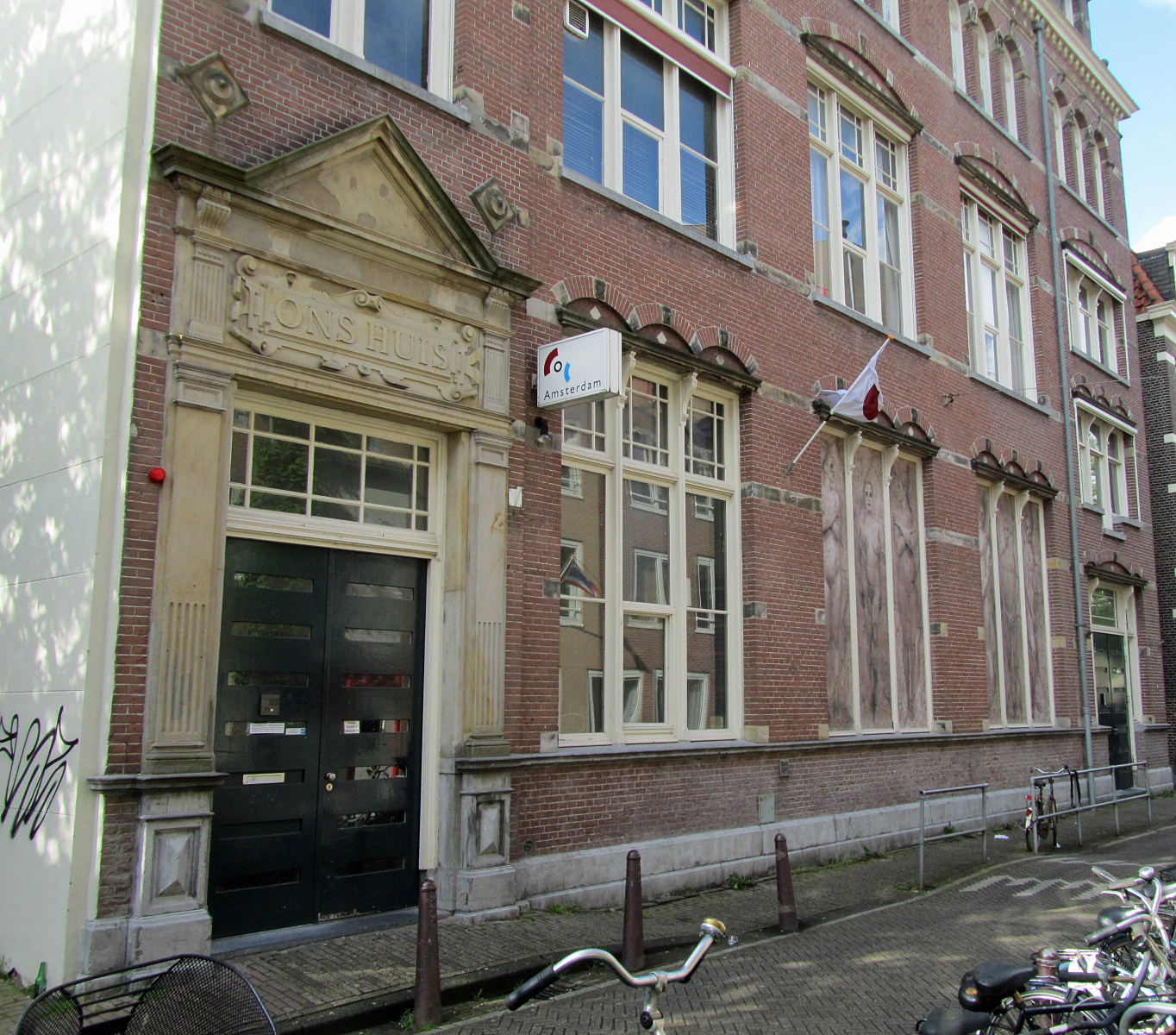
Het voormalige gebouw van het COC aan de Rozenstraat 14 in Amsterdam, van 1978 tot 2011 hoofdkantoor van zowel COC Nederland als de afdeling COC Amsterdam.

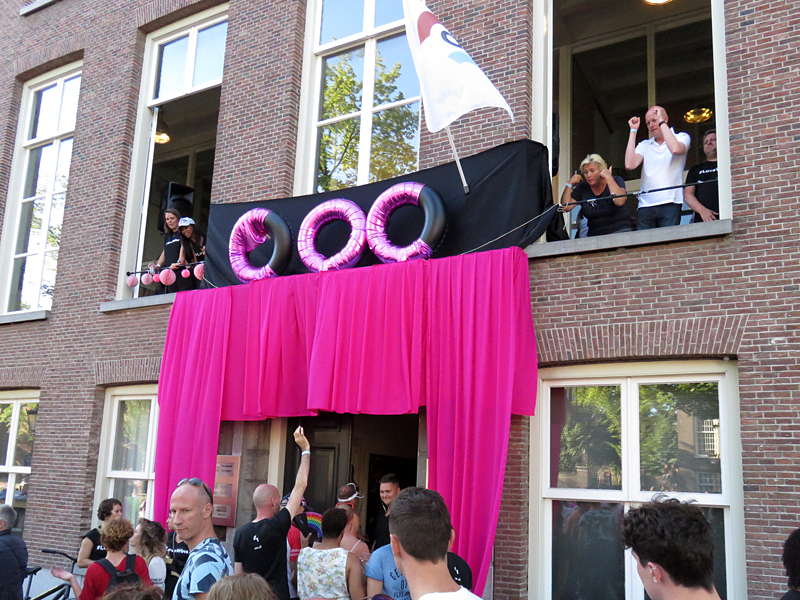
Het huidige hoofdkantoor van COC Nederland aan de Nieuwe Herengracht 49, versierd ter gelegenheid van de Amsterdam Gay Pride 2016

Het landelijk kantoor van het C.O.C. was van 1947 tot 1954 gevestigd aan de Keizersgracht 518 sous, waar Engelschman woonde. Daarna verhuisde het naar Damrak 57 en vervolgens kwam het verenigingskantoor boven sociëteit De Schakel om in 1969 te verhuizen naar het Frederiksplein en in 1978 naar het pand aan de Rozenstraat.
Naast dit kantoor voor de administratie van de landelijke vereniging, had de afdeling Amsterdam de beschikking over een eigen sociëteit, die voor velen al gauw synoniem voor het C.O.C. als geheel werd. Als eerste fungeerde daarvoor café 't Kaperschip in de Enge Kapelsteeg, vanaf 1947 de repetitieruimte van de Nederlandse operettevereniging aan de Utrechtsedwarsstraat 13 en vanaf 1949 de dansschool van Wim du Beau aan de Van Woustraat 4. In 1952 kreeg het C.O.C. een grote sociëteitsruimte onder de naam De Odeon Kelder (DOK) aan het Singel 460. Deze ruimte werd echter door penningmeester Lou Charité overgenomen, die er de eerste en toentertijd grootste homodiscotheek van Europa van maakte.
Het C.O.C. verhuisde op 19 juni 1955 naar een nieuwe sociëteit, genaamd De Schakel, aan de Korte Leidsedwarsstraat 49. Dit werd ook wel 'ons Nationaal Tehuis' genoemd en was net als het DOK een dancing met een nachtvergunning. De Schakel had een aanzienlijk modernere inrichting, zeker na de verbouwing door Patijn in 1960 en door Premsela & Vonk in 1965. In 1978 werd De Schakel gesloten en verhuisde de vereniging naar een pand aan de Rozenstraat 14. Een van de punten van de grote driehoek van het Homomonument bij de Westerkerk in Amsterdam wijst naar dit pand op de Rozenstraat, een symbool van de rol van de vereniging in de homobeweging.
Dit grote 19e-eeuwse gebouw (bouwjaar 1892 en deels uit 1912) bevatte onder meer een café op de begane grond en een grote toneel- en feestzaal op de bovenverdieping. Naast een wekelijkse dansavond voor homomannen op vrijdag en voor lesbiennes op zaterdag werden daar met enige regelmaat voor diverse doelgroepen ook feestavonden met uiteenlopende thema's gehouden. Na het wegvallen van subsidie werd deze discotheekfunctie in april 2006 beëindigd.
Nadat noodgedwongen het pand aan de Rozenstraat verkocht was, verhuisde het landelijke federatiekantoor van het COC in maart 2011 naar een nieuw onderkomen aan de Nieuwe Herengracht 49. De lokale afdeling COC Amsterdam bleef nog wat langer in het oude pand gevestigd, maar verhuisde in 2015 tijdelijk naar de Stadhouderskade. In 2018 opende in het vroegere COC-gebouw aan de Rozenstraat het straight-friendly hotel Mercier, dat vanaf begin 2019 een werk- en vergaderruimte in het souterrain aan COC Amsterdam ter beschikking stelt.

## Organisatie
Sinds 2000 heeft het COC de structuur van een federatieve vereniging van 19 regionale lidverenigingen (stand dec 2024), op landelijk niveau verenigd in de Federatie COC Nederland. De lokale verenigingen tellen bij elkaar ongeveer 8000 leden. Zowel de federatie als de lidverenigingen hebben de fiscale status van algemeen nut beogende instelling. Sinds 2017 is de naam gewijzigd naar Federatie COC Nederland of kortweg: COC Nederland.
COC Nederland is op zijn beurt lid van de internationale lhbti-organisatie International Lesbian and Gay Association (ILGA), alsmede van de Europese afdeling ILGA-Europe en namens de jongerentak van de lhbti-jongerenkoepel IGLYO.

### Doelstelling
Tijdens een algemene ledenvergadering op 22 juni 2017 werd besloten om af te stappen van de letters lhbti, dit in aansluiting bij de terminologie van internationale mensenrechtenorganisaties en vanwege het feit dat het COC tegenwoordig namens meer mensen dan alleen homoseksuele mannen en vrouwen, biseksuelen en transgender mensen spreekt. Zodoende werd het doel van de vereniging omschreven als "het streven naar een diverse en inclusieve samenleving die werk maakt van gelijkheid en emancipatie, zodat mensen volledig kunnen participeren en zich tot hun volle potentieel kunnen ontwikkelen, ongeacht hun seksuele oriëntatie, genderidentiteit of -expressie en geslachtskenmerken, en het verrichten van al wat hiermee verband houdt of daartoe bevorderlijk kan zijn."

### Voorzitters
- 2025 - heden: Myrtille Danse
- 2018 - 2025: Astrid Oosenbrug
- 2012 - 2018: Tanja Ineke
- 2010 - 2012: Vera Bergkamp
- 2008 - 2010: Wouter Neerings
- 2005 - 2008: Frank van Dalen
- 2001 - 2004: Henk Beerten
- 1997 - 2001: Ineke Huyser
- 1990 - 1997: Cees van Wijk

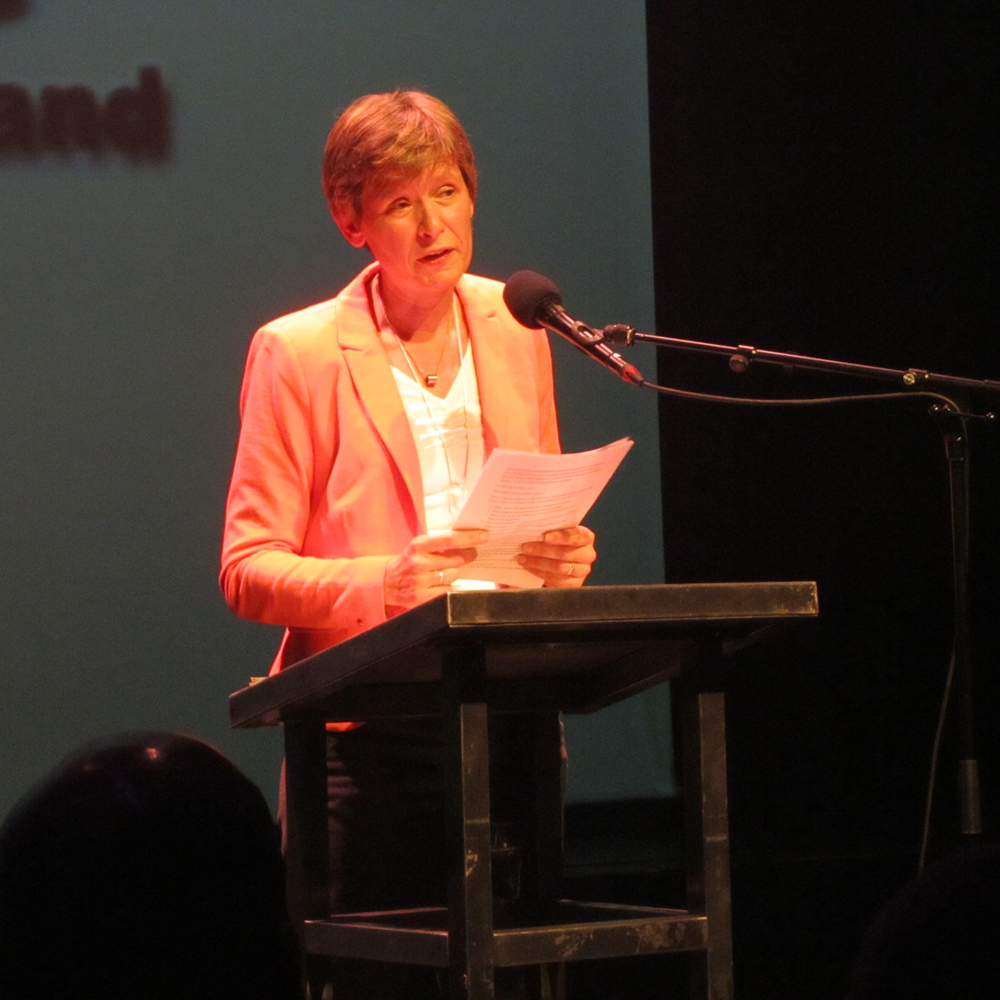
Voormalig COC voorzitter Tanja Ineke, sprekend tijdens de nieuwjaarsreceptie 2013.

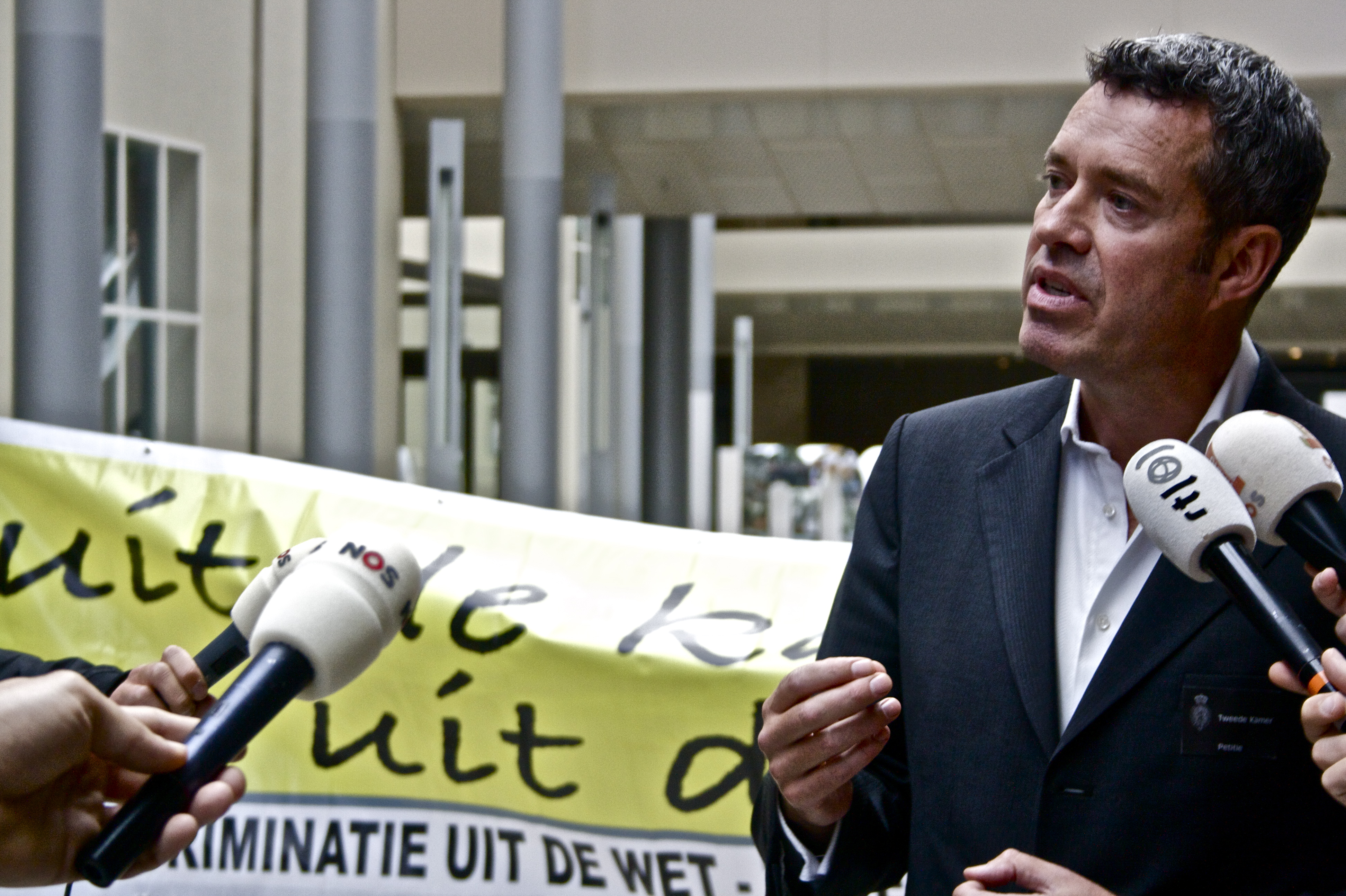
Voormalig COC-voorzitter Wouter Neerings bij het aanbieden van een petitie in 2009.

(begin jaren zeventig was besloten
 geen voorzitter meer te kiezen)
- 1962 - 1971: Benno Premsela
- 1946 - 1962: Bob Angelo (pseudoniem van Niek Engelschman)

### Federatiekantoor
Het federatiekantoor van het COC in Amsterdam fungeert als het secretariaat van de vereniging. Het verzorgt de ledenadministratie van de lokale verenigingen. Het COC werkt bij het verwezenlijken van zijn doelen samen met externe partners en financierders, zoals het Humanistisch Verbond, Hivos, Novib, Nederlandse ambassades in het buitenland. Het federatiekantoor telt ongeveer 28 medewerkers en staat sinds december 2020 onder leiding van directeur Marie Ricardo.

### Werkgroepen
Het landelijk COC kent een aantal werkgroepen, zoals
- Jong & school[23]
- Respect2Love[24]
- 50-plus[25]
- AutiRoze[26]
- Roze gebaar[27]
- Veiligheid[28]
- Training, Advies en Scholing

### Lidverenigingen
De Federatie COC Nederland telt in totaal twintig regionale lidverenigingen in de volgende steden:
Alkmaar, Amsterdam, Arnhem, Bergen op Zoom, Breda, Den Haag, Deventer, Eindhoven, Enschede, Groningen, Haarlem, 's-Hertogenbosch, Leeuwarden, Leiden, Maastricht, Middelburg, Nijmegen, Rotterdam, Tilburg, Utrecht en Zwolle.

## Activiteiten
De lokale COC-verenigingen richten zich op activiteiten en belangenbehartiging binnen hun regio. Ze verzorgen niet alleen voorlichting op middelbare scholen en organiseren gespreksgroepen, maar zijn ook een sociaal trefpunt voor de lokale homogemeenschap door het organiseren van cafés, filmavonden en disco's. De lokale verenigingen draaien voor het grootste deel op de inzet van vrijwilligers.
Het landelijke COC houdt zich bezig met belangenbehartiging op nationaal niveau, bijvoorbeeld met politieke lobby's (homoseksualiteit en onderwijs, gelijke behandeling). Ook traint het vrijwilligers van de lokale verenigingen in het geven van voorlichting en het leiden van gespreksgroepen. Het COC richt zich op jongeren via de aan het COC gelieerde Stichting Hoezo/Expreszo, die onder meer het jongerentijdschrift Expreszo uitgeeft. Ook aan ouderen (50+) en doelgroepen als (verstandelijk) gehandicapten, mensen met autisme, asielzoekers,
In 1994 begon de COC met het "Nationaal COC Songfestival". Dat jaar mocht Nederland niet meedoen met het Eurovisiesongfestival, dus organiseerde COC een eigen songfestival als alternatief. Sindsdien is het Nationaal COC Songfestival uitgegroeid tot een serieus festival waar jaarlijks diverse lokale COC's aan meedoen.
De landelijke werkgroep Training, Advies en Scholing (TAS) biedt trainingen aan over voorlichting en begeleiding van gespreksgroepen aan COC's en aanverwante organisaties. In verschillende vormen bestaat de COC-training in voorlichting al sinds 1971. Het COC vindt voorlichting belangrijk en heeft ook jarenlang politieke lobby gevoerd om het thema seksuele en genderdiversiteit onderdeel te laten zijn van het onderwijsprogramma in Nederland. Meestal wordt voorlichting over seksuele en genderdiversiteit gegeven op het voortgezet onderwijs, maar andere opstellingen zijn ook mogelijk. De meeste lokale COC-verenigingen bieden voorlichting aan, bijvoorbeeld door een lesprogramma over seksuele en genderdiversiteit in te vullen. Het COC probeert altijd twee voorlichters te sturen. Voorlichting geven aan een groep kan moeilijk zijn. Het gaat immers om een persoonlijk onderwerp: je eigen ervaringen met (je eigen) seksualiteit of genderidentiteit. De trainingen van TAS zijn erop gericht deze voorlichters de basisregels van het voorlichten onder te knie te laten krijgen.
Sinds het najaar van 2007 worden jongeren ook via de werkgroep Jong&Out opgevangen. Deze werkgroep organiseert op 16 locaties in het land bijeenkomsten voor deze jongeren. Op elke locatie zit een ook een eigen coördinator met begeleider. Jong&Out liet voor het eerst van zich horen met het organiseren van een jongerenboot die 4 augustus 2007 meevoer in de Amsterdam Gay Pride. Tegenwoordig heeft Jong&Out ook een online community.
De federatie COC Nederland richt zich ook op het buitenland. Het COC ondersteunt lhbti-organisaties in meer dan dertig landen bij de opbouw van een eigen, sterke en zelfbewuste lhbti-gemeenschap. Daarnaast lobbyt het COC, samen met activisten uit tal van landen, bij internationale organisaties als de VN, de OVSE en de Raad van Europa.